# Pfarrkirche Maustrenk

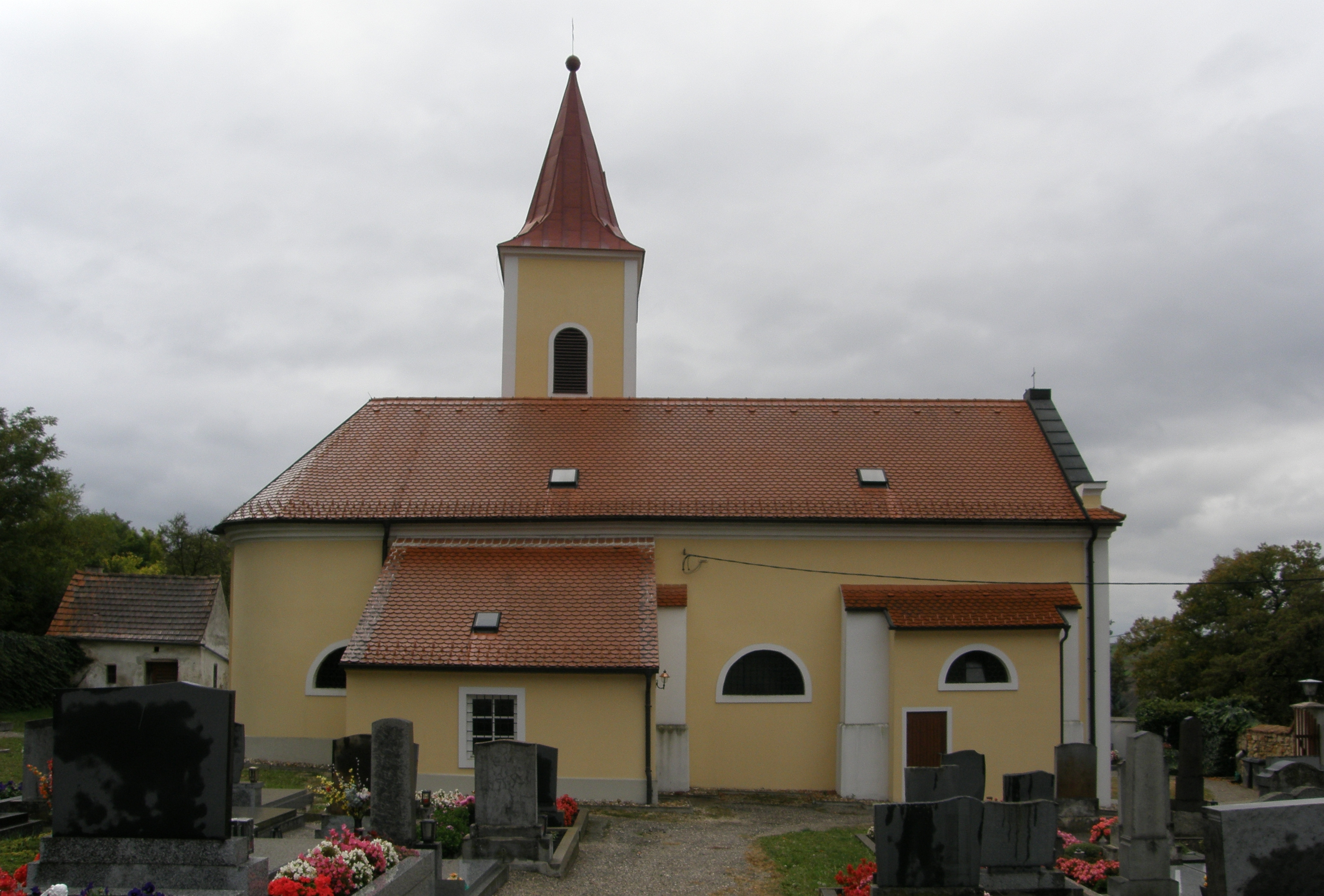
Katholische Pfarrkirche hl. Georg in Maustrenk

Die römisch-katholische Pfarrkirche Maustrenk steht erhöht im Südwesten der Ortschaft Maustrenk in der Stadtgemeinde Zistersdorf in Bezirk Gänserndorf in Niederösterreich. Die dem Patrozinium des Heiligen Georg unterstellte Pfarrkirche gehört zum Dekanat Zistersdorf in der Erzdiözese Wien. Die Kirche steht unter Denkmalschutz (Listeneintrag).

## Geschichte
Urkundlich wurde 1194 eine Kirche genannt. Um 1400 ein Vikariat wurde 1784 die Pfarre gegründet und dem Barnabiten-Orden inkorporiert.
Das ursprünglich gotische Langhaus erhielt in der ersten Hälfte des 18. Jahrhunderts einen barocken Chor und einen Südturm. In der zweiten Hälfte des 19. Jahrhunderts erfolgte ein weiterer Umbau.

## Architektur
Der schlichte Barockbau mit einem mittelalterlichen Kern ist von einem Friedhof umgeben.
Die Kirche mit Lünettenfenstern hat eine Westfront mit einem Dreieckgiebel, ein Langhaus mit kräftigen Strebepfeilern und einen Chor mit einem flachbogigen Schluss. Der zweigeschoßige Südturm trägt einen Spitzhelm. Nördlich steht ein Sakristeianbau.
Das Kircheninnere zeigt ein saalartiges Langhaus unter einer Flachdecke und Wände mit einer Pilastergliederung und einem umlaufenden Gesims und einer Stuckdecke. Der leicht erhöhte Chor hat ein Tonnengewölbe mit Stichkappen und Putzfeldern.

## Einrichtung
Der stuckierte Hochaltar mit Doppelpilastern und einem Volutengiebel entstand in der Mitte der 18. Jahrhunderts, er zeigt das Altarblatt hl. Georg und trägt die Figuren der Heiligen Peter und Paul sowie Putten. Es gibt barocke Figuren der Heiligen Florian, Sebastian, Johannes Nepomuk und Barbara aus der zweiten Hälfte des 18. Jahrhunderts.
Die neugotische Orgel bauten die Gebrüder Rieger 1899.